# Wereldkampioenschappen schaatsen afstanden 2023 - 1500 meter vrouwen
De 1500 meter vrouwen op de wereldkampioenschappen schaatsen afstanden 2023 werd gereden op zondag 5 maart 2023 in het ijsstadion Thialf in Heerenveen, Nederland.
Titelverdediger was Ragne Wiklund, die dit keer met zilver genoegen moest nemen achter Antoinette Rijpma-de Jong. Derde werd Miho Takagi. 

## Uitslag
| #      | Schaatser                 | Land                | Tijd       |
| ------ | ------------------------- | ------------------- | ---------- |
| Goud   | Antoinette Rijpma-de Jong | Nederland           | 1.53,54    |
| Zilver | Ragne Wiklund             | Noorwegen           | 1.54,30    |
| Brons  | Miho Takagi               | Japan               | 1.54,39    |
| 4      | Ivanie Blondin            | Canada              | 1.54,71    |
| 5      | Marijke Groenewoud        | Nederland           | 1.55,10    |
| 6      | Kimi Goetz                | Verenigde Staten    | 1.55,26    |
| 7      | Jutta Leerdam             | Nederland           | 1.55,32    |
| 8      | Han Mei                   | China               | 1.55,62    |
| 9      | Brittany Bowe             | Verenigde Staten    | 1.55,67    |
| 10     | Ayano Sato                | Japan               | 1.55,76    |
| 11     | Ellia Smeding             | Verenigd Koninkrijk | 1.56,38 pr |
| 12     | Béatrice Lamarche         | Canada              | 1.58,49    |
| 13     | Jekaterina Ajdova         | Kazachstan          | 1.58,54    |
| 14     | Karolina Bosiek           | Polen               | 1.59,01    |
| 15     | Yang Binyu                | China               | 1.59,17    |
| 16     | Maddison Pearman          | Canada              | 1.59,71    |
| 17     | Mia Kilburg               | Verenigde Staten    | 1.59,96    |
| 18     | Kaitlyn McGregor          | Zwitserland         | 2.00,01    |
| 19     | Yuna Onodera              | Japan               | 2.00,17    |
| 20     | Laura Peveri              | Italië              | 2.00,19    |
| 21     | Alina Dauranova           | Kazachstan          | 2.01,36    |
| 22     | Sandrine Tas              | België              | 2.01,42    |
| 23     | Lea-Sophie Scholz         | Duitsland           | 2.02,20    |
|        | Li Qishi                  | China               | DNS        |

1996 · 
1997 · 
1998 · 
1999 · 
2000 · 
2001 · 
2003 · 
2004 · 
2005 · 
2007 · 
2008 · 
2009 · 
2011 · 
2012 · 
2013 · 
2015 · 
2016 · 
2017 · 
2019 · 
2020 · 
2021 · 
2023 · 
2024 · 
2025